# Vittorio Crosten

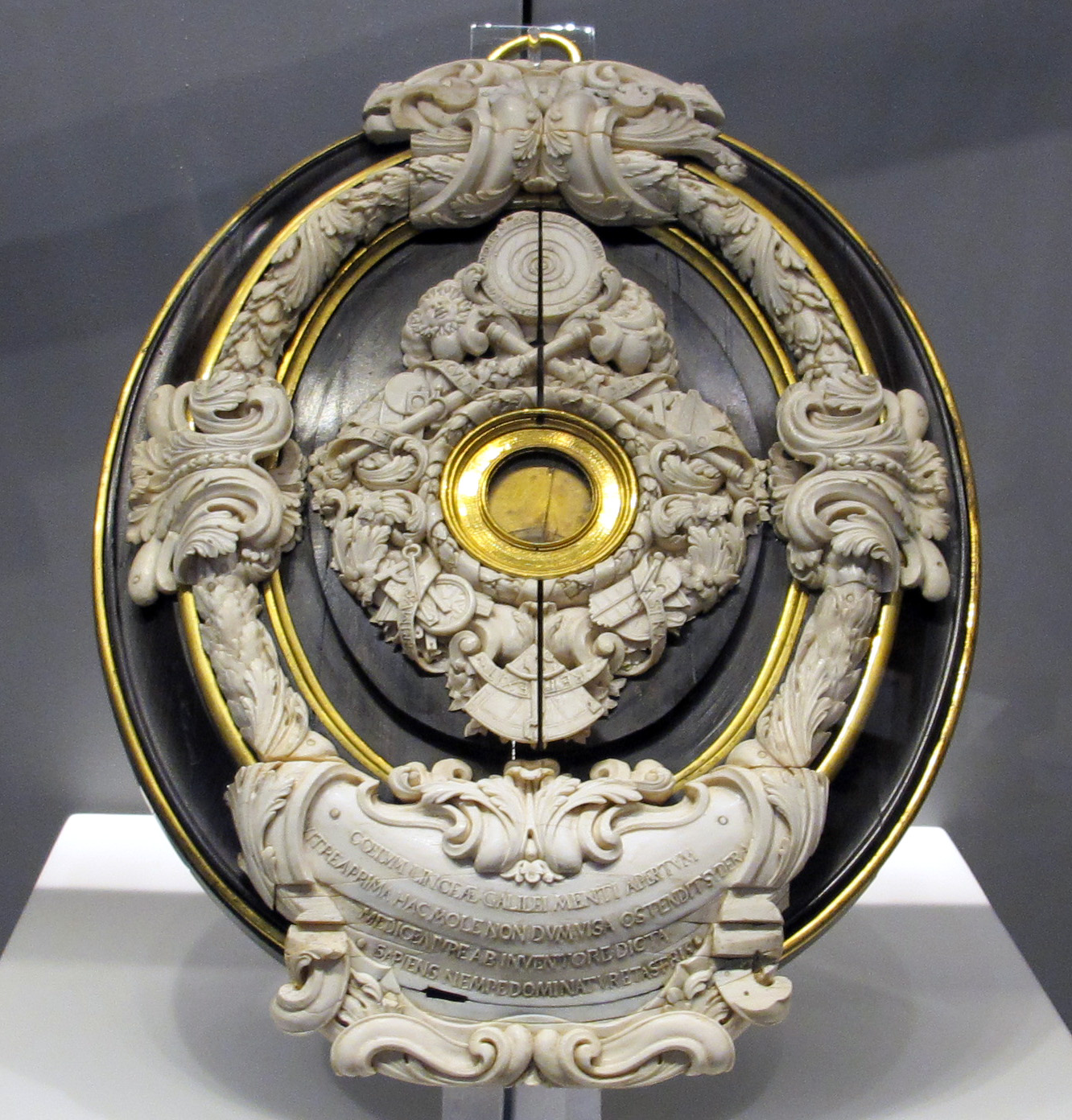
La lente obiettiva di Galileo all'interno della cornice realizzata da Vittorio Crosten (Museo Galileo, Firenze).

Vittorio Crosten (fl. XVII secolo) è stato un intagliatore italiano del XVII secolo.

## Biografia
Abile intagliatore di origine olandese, Vittorio Crosten (o Crost) lavorò in Toscana nelle botteghe granducali nella seconda metà del Seicento, alla corte del granduca Cosimo III de' Medici (1642-1723). Realizzò cornici, basi di tavoli, intagli per carrozze, lampadari, cassette per gioielli, rilievi in avorio. Gli ornamenti di Crosten si richiamano al mondo della natura, soprattutto alle specie botaniche. Alcuni esemplari intagliati dal Crosten sono oggi conservati a Palazzo Pitti e in altri musei fiorentini.